# 杉重矩
杉 重矩（すぎ しげのり）は、戦国時代の武将。周防・長門国を本拠とする戦国大名・大内氏の家臣。豊前守護代・杉重祐の子、または養子。杉重清の子か。子に重輔、正重。

## 生涯

### 大内家臣の時代
享禄3年10月14日（1530年11月3日）付の防府天満宮棟札に「杉七郎重信」の名が見えるのが史料上の初見である。
天文7年（1538年）12月に朝廷より従五位下の叙任を受ける。当初は「重信」と名乗ったが、天文8年（1539年）に「重矩」、天文22年（1553年）に「重将」と改名している。大内義隆に仕え、豊前の守護代として大友氏や少弐氏と戦った。
幼い大内義隆が、子どもたちが銭を玩具にして遊んでいたのを見て、義隆も銭で遊びたいと守役の杉重矩に言うと、重矩は「主君となるべき人が、銭のような汚らわしい物を見るのは恐れ多い」として銭を黄金の笄（）で突き刺し、そして笄と一緒に銭を汚物の中に投げ捨て、それを義隆に見せていかに銭が武士にとって賤しいかを認識させたという逸話がある（『武者物語』）。

### 大寧寺の変
陶晴賢とは犬猿の仲で、普段から対立していたが、天文20年（1551年）の晴賢の謀反（大寧寺の変）では、晴賢に味方して主君・義隆を討っている。この理由には諸説あるが、義隆が文治派の相良武任を寵愛するのを見て、義隆にも不満を抱いていたためという説が有力である。

### 最期
義隆への謀反の直後、重矩は再び晴賢と対立した。これは重矩が変後になって主君や公卿らを殺害した自らの軽挙を後悔して周防佐波郡大崎に蟄居していたのだが、変前に晴賢を討つように義隆に進言していた事が相良武任申状を手に入れた晴賢に知られてしまったためである。重矩は晴賢に敗れて長門国厚狭郡長光寺に逃亡するも追い詰められて自害した。その首級は義隆の霊に捧げるとして山口で晒し首にされた。この重矩殺害は晴賢が謀反の責任を重矩に転化して自己を合理化して政権を確立するための手段だったとされる。
この遺恨は跡を継いだ息子の重輔に引き継がれた。
重矩は不仲ながら晴賢の謀反に同調して大内義隆を討ったため、義隆に晴賢のことを讒言して、晴賢に寝返った悪人とまで言われている史料もある。

## 偏諱を与えた人物
- 大庭矩景（家臣、大庭氏、父は景家、子の賢兼は陶晴賢に属す）